# Franz Lucas (Mediziner)
Franz Bernhard Lucas (* 15. September 1911 in Osnabrück; † 7. Dezember 1994 in Elmshorn) war ein deutscher KZ-Arzt.

## Leben
Franz Lucas war der Sohn eines Schlachters. Nach dem Schulbesuch in Osnabrück und Meppen bestand er in Meppen 1933 das Abitur. Er studierte vier Semester Philologie in Münster, sein Medizinstudium absolvierte er ab 1937 in Rostock und ab 1939 in Danzig, wo er es 1942 beendete und im gleichen Jahr zum Dr. med. promoviert wurde.
Von Juni 1933 bis September 1934 war er Mitglied in der SA, zum 1. Mai 1937 trat er der NSDAP bei (Mitgliedsnummer 5.632.058) und zum 15. November 1937 schloss er sich der SS an (SS-Nummer 350.030), zuletzt ab 1943 im Rang eines SS-Obersturmführers. 1942 erhielt Lucas eine zweimonatige Ausbildung im Rahmen eines Führeranwärterlehrgangs bei der SS-ärztlichen Akademie der Waffen-SS in Graz.
Danach war er Truppenarzt in Nürnberg und Belgrad. Wegen „defätistischer Äußerungen“ musste Lucas kurzzeitig in einer Bewährungseinheit dienen. Mit Schreiben vom 27. September 1943 wurde er zum 1. Oktober 1943 zum Führungshauptamt – Amtsgruppe D – Sanitätswesen der Waffen-SS Berlin beordert. Zum 15. Dezember 1943 erfolgte die Versetzung zum von Enno Lolling geleiteten Amt D III für Sanitätswesen und Lagerhygiene des WVHA in Oranienburg.
Von Mitte Dezember 1943 bis Spätsommer 1944 war Lucas Lagerarzt im KZ Auschwitz I (Truppenarzt) sowie im KZ Auschwitz-Birkenau (Zigeunerlager, Theresienstädter Familienlager). Danach folgten weitere kurzzeitige Einsätze im KZ Mauthausen 1944, KZ Stutthof 1944, KZ Ravensbrück 1944 und KZ Sachsenhausen im Januar 1945, dort setzte er sich im März 1945 ab und tauchte, mit einem Empfehlungsschreiben eines weiblichen norwegischen Häftlings aus dem KZ Ravensbrück, in Berlin unter. Vor der Schlacht um Berlin floh Lucas im April 1945 nach Westen.
Am 8. Dezember 1944, bescheinigte Lucas als Lagerarzt und SS-Obersturmführer des KZ Stutthof, den Tod des Justus Nussbaum, dem Bruder des berühmten Osnabrücker Malers Felix Nussbaum, und attestierte, dass Justus angeblich im Lager-Block 13 um 6:50 Uhr morgens an „Herz – allgemeine Körperschwäche“ verstorben war.
Sein Kollege in Ravensbrück Percy Treite sagte während des ersten Ravensbrück-Prozesses über ihn aus: „Dr. Lucas stand nicht unter meiner Verantwortung, er nahm an Selektionen für die Gaskammer und an Erschießungen teil. Nach Meinungsverschiedenheiten mit Dr. Trommer ging er nach Sachsenhausen und wurde als Strafe durch alle Lager in Deutschland geschickt.“
Treite führte weiter aus, dass Lucas und er die Ausstellung von Totenscheinen für verstorbene Häftlinge aus dem KZ Uckermark, die sie nie in Augenschein genommen hätten, verweigert hätten. Darüber hinaus sei er – Treite – bei den ersten Erschießungen anwesend gewesen, danach habe er seine Teilnahme verweigert und Lucas habe seine Tätigkeit übernehmen müssen; aber auch Lucas habe sich nach wenigen Tagen verweigert.
Unmittelbar nach Kriegsende entging Lucas einem Entnazifizierungsverfahren und erhielt sofort eine Anstellung am Stadtkrankenhaus Elmshorn, zunächst als Assistenzarzt, dann als Oberarzt und schließlich als Chefarzt der Gynäkologischen Abteilung. Nach Bekanntwerden der gegen ihn erhobenen Vorwürfe verlor er 1963 seine Anstellung und arbeitete in einer Privatpraxis.

## Auschwitzprozess
Während der Gerichtsverhandlung im 1. Auschwitzprozess 1963–1965, die Lucas teilweise in Untersuchungshaft verbrachte, leugnete er zunächst, Selektionen durchgeführt zu haben; ebenso bestritt er, das Zeichen zum Einsatz des Zyklon B in den Vergasungskammern gegeben und die Ermordung überwacht zu haben. Zeugenaussagen widersprachen dieser Darstellung.
Am 137. Prozesstag sagte erstmals einer der Angeklagten als Zeuge gegen einen Mitangeklagten in einem KZ-Prozess aus. Der ehemalige SS-Rottenführer Stefan Baretzki: „Ich bin doch nicht blind gewesen, als der Dr. Lucas auf der Rampe selektiert hat. … Fünftausend Mann, die hat er in einer halben Stunde ins Gas geschickt, und heute will er sich als Retter hinstellen.“
Bei zunehmend ungünstigem Prozessverlauf gab Lucas nunmehr zu, an vier Selektionen beteiligt gewesen zu sein, dabei aber gegen seine Überzeugung und auf Befehl gehandelt zu haben.
Das Schwurgericht in Frankfurt am Main verurteilte ihn am 20. August 1965 wegen Beihilfe zu gemeinschaftlichem Mord in vier Fällen an mindestens 1000 Menschen während mindestens vier Selektionen zu einer Freiheitsstrafe von drei Jahren und drei Monaten. Am 26. März 1968 wurde Lucas aus der Haft entlassen. Im Revisionsurteil vor dem Bundesgerichtshof vom 20. Februar 1969 wurde ein neuer Prozess angeordnet. Über die Frage nach dem „Zwang an der Rampe“ von Auschwitz müsse aufgrund des im Prozess dargestellten positiven Charakterbildes von Lucas neu nachgedacht werden. Am 8. Oktober 1970 wurde er freigesprochen. Hierbei spielte eine Rolle, dass viele Häftlinge durchweg positiv über Lucas sprachen, während die Aussagen, die zu seiner Verurteilung führten, auf Hörensagen basierten.
Lucas sei zwar „an der Vernichtung von Menschen beteiligt“ gewesen, habe aber „nicht mit Täter-, sondern nur mit Gehilfenwillen“ gehandelt, hieß es unter Berufung auf den so genannten Putativnotstand nach § 52 StGB. Ihn könne deshalb „kein Schuldvorwurf im strafrechtlichen Sinne“ treffen.
Von 1970 bis zum 30. September 1983 arbeitete er wieder in eigener Privatpraxis und starb am 7. Dezember 1994.